# Bulbul culgroc
El bulbul culgroc (Pycnonotus goiavier) és una espècie d'ocell de la família dels picnonòtids (Pycnonotidae). Es troba a Brunei, Cambodja, Indonèsia, Laos, Malàisia, Myanmar, Tailàndia i Vietnam. Els seus hàbitats principals són els boscos tropicals i subtropicals de frondoses humits de les terres baixes i de l'estatge montà, els manglars, els matollars secs tropicals i subtropicals, les zones riberenques, les zones humides, les terres llaurades, les plantacions, els jardins rurals, les àrees urbanes i les àrees forestals fortament degradades. El seu estat de conservació es considera de risc mínim.